# プーヤン
『プーヤン』は、1982年10月にコナミ（現・コナミアミューズメント）より稼働されたアーケードゲーム。さらわれた子ブタのプーヤンを助けるため、襲い来るオオカミたちを母ブタが弓矢で打ち落とす童話風のシューティングゲームである。
かわいらしいキャラクターと、それに似合わぬ高度なゲーム性が人気を呼んだ。
開発もコナミが担当し、後にカプコンで活動する藤原得郎がディレクションとグラフィックを手掛けている。

## ゲーム内容
ステージのパターンは以下の3種類。プレイヤーである母親は画面の右端で上下に移動するゴンドラに乗っている。
- オオカミが風船の浮力で上から降下し、その風船を弓矢で撃つ。オオカミが地上に降りてしまうと、ゴンドラの後ろの梯子にオオカミが（最大4匹）出現し、時折噛み付いてくるため動ける範囲が狭くなる。
- オオカミが風船の浮力で下から上昇し、その風船を弓矢で撃つ。オオカミが7匹上に到達すると、ゴンドラの上から岩が落ちてきてミス。最後に出てくる紫色のボスオオカミはガードが固い上、撃ち逃してしまうとオオカミの残数が5匹増えてしまう。
- ボーナスステージは肉でオオカミを落とす（オオカミは攻撃してこない）のと、ボスオオカミが投げるフルーツを射るの2種類。

オオカミには、弓矢でそのオオカミが着けている風船を狙撃するだけでなく肉による攻撃（投げられた肉に釣られたオオカミは風船から手を離して墜落する）も出来る。一撃必殺（ピンクのオオカミも）かつまとめて落とすことも可能だが、風船に阻まれる事もある。一部のボーナスステージではこれがテーマになっている。
風船には割るために数発矢を当てなければならない物もある。それは当てるごとに上昇速度が落ちていく。
オオカミ自身に当たりそうになった矢は、盾で下に落とされる。その矢で下にある風船を割ることができる。
オオカミは石を投げて攻撃してきて、当たるとミスになるが、ゴンドラの外観に当たった場合は跳ね返すことができる。
ハイスコアのためには、矢を一度に2本までしか射ることができないため、狙い撃ちが重要になる。肉を使って連続落としをすると、400、800、2000と倍倍に点数が上がる（2000に達すると、それ以降はずっと2000）ので、それを狙うことが推奨される。
隠れキャラとして「葉っぱ」、「キノコ」、「毛虫」、「ちょうちょ」、「鳥」、「ゴキブリ」がおり、矢やゴンドラのスピードが上がったり、肉が無制限になったりする効果がある。中でも「ゴキブリ」は80000点に加えて自機が5機アップする効果を持っていた。

## 移植版
| No. | タイトル                                                                                  | 発売日                                                    | 対応機種                                        | 開発元     | 発売元                     | メディア                                  | 型式                                   | 備考                           | 出典                    |
| --- | ----------------------------------------------------------------------------------------- | --------------------------------------------------------- | ----------------------------------------------- | ---------- | -------------------------- | ----------------------------------------- | -------------------------------------- | ------------------------------ | ----------------------- |
| 1   | Pooyan                                                                                    | 1982年                                                    | Atari 2600                                      | コナミ     | コナミ                     | ロムカセット                              | RC-100-X 02                            |                                |                         |
| 2   | プーヤン                                                                                  | 1983年                                                    | M5                                              | タカラ     | タカラ                     | ロムカセット                              | No.11                                  |                                |                         |
| 3   | プーヤン                                                                                  | 1983年7月                                                 | ぴゅう太                                        | トミー     | トミー                     | ロムカセット                              | -                                      |                                |                         |
| 4   | プーヤン                                                                                  | 1983年10月                                                | PV-1000                                         | カシオ     | カシオ                     | ロムカセット                              | -                                      |                                |                         |
| 5   | Pooyan                                                                                    | 1983年                                                    | Atari 8ビット・コンピュータ コモドール64 TRS-80 | Datasoft   | Datasoft                   | カセットテープ                            | -                                      | TRS-80版は北米のみの発売       |                         |
| 6   | Pooyan                                                                                    | 1984年                                                    | Apple II                                        | Datasoft   | Datasoft                   | フロッピーディスク                        | -                                      |                                |                         |
| 7   | プーヤン                                                                                  | 1985年9月20日                                             | ファミリーコンピュータ                          | ハドソン   | ハドソン                   | ロムカセット                              | HFC-PO                                 |                                |                         |
| 8   | コナミのプーヤン Pooyan                                                                   | 1985年                                                    | MSX                                             | ハドソン   | ハドソン                   | BEE CARD                                  | BC-M5                                  |                                |                         |
| 9   | コナミ80'sアーケードギャラリー Konami 80's AC Special                                     | INT 1998年11月                                            | アーケード                                      | コナミ     | コナミ                     | 業務用基板                                | -                                      |                                |                         |
| 10  | コナミ80'sアーケードギャラリー Konami Arcade Classics                                     | 1999年5月13日 1999年11月30日                              | PlayStation                                     | KCE札幌    | コナミ                     | CD-ROM                                    | SLPM-86228 SLUS-00945                  | アーケード版の移植             |                         |
| 11  | プチプーヤン                                                                              | 2002年6月4日                                              | iアプリ                                         | コナミ     | コナミ                     | ダウンロード （コナミネット）             | -                                      |                                | [ 3 ] [ 4 ] [ 5 ] [ 6 ] |
| 12  | プーヤン                                                                                  | 2002年7月1日                                              | J-スカイ （Javaアプリ）                         | コナミ     | コナミ                     | ダウンロード （コナミ J-APPLI）           | -                                      |                                | [ 7 ] [ 8 ]             |
| 13  | プーヤン                                                                                  | 2003年3月26日                                             | EZアプリ                                        | コナミ     | コナミ・モバイルオンライン | ダウンロード （コナミアプリコレクション） | -                                      |                                | [ 9 ] [ 10 ]            |
| 14  | オレたちゲーセン族 プーヤン                                                               | 2006年5月25日                                             | PlayStation 2                                   | ハムスター | ハムスター                 | CD-ROM                                    | SLPM-62731                             | アーケード版の移植             | [ 11 ]                  |
| 15  | コナミ アーケード コレクション Konami Classic Series - Arcade Hits Konami Arcade Classics | 2007年3月15日 2007年3月27日 2007年10月26日 2007年10月29日 | ニンテンドーDS                                  | M2         | KDE                        | DSカード                                  | NTR-A5KJ-JPN NTR-ACXE-USA NTR-ACXP-EUR | アーケード版の移植             |                         |
| 16  | プーヤン                                                                                  | 2007年6月26日                                             | Wii                                             | ハドソン   | ハドソン                   | ダウンロード （バーチャルコンソール）     | FB9J                                   | ファミリーコンピュータ版の移植 | [ 12 ]                  |
| 17  | プーヤン                                                                                  | 2015年6月10日                                             | Wii U                                           | ハドソン   | KDE                        | ダウンロード （バーチャルコンソール）     | FDZJ                                   | ファミリーコンピュータ版の移植 | [ 13 ]                  |
| 18  | プーヤン                                                                                  | 2019年6月13日                                             | PlayStation 4 Nintendo Switch                   | ハムスター | ハムスター                 | ダウンロード （アーケードアーカイブス）   | -                                      | アーケード版の移植             | [ 14 ] [ 15 ]           |

## 音楽
アーケード版
ゲームスタート時には「森のくまさん」、一部のステージにはドヴォルザーク作曲の「ユーモレスク Op.101 No.7」（1894年）の曲が流れる。
ファミリーコンピュータ版
ファミリーコンピュータのハードウェア割り込みの分解能は本体のみでは1/60秒が最小単位となっているが、オリジナルであるアーケード版のドライバの割り込み周期は1/300秒となっており、その短い周期によって独特のSE等が実現されていた。ファミリーコンピュータへの移植の際、ハドソンのプログラマー中本伸一がCPUの命令の実行クロックから1/300のインターバルタイマを作成し、ハードウェア割り込みによらない高速な周期の処理によりアーケード版によく似たSEの再生を実現している。

## 評価
アーケード版
ゲーメストムック『ザ・ベストゲーム2』（1998年）では、本作がタイトーの『スペースインベーダー』（1978年）の亜流である事を指摘した上で、キャラクターが生物的になった事で「シューティングというようには感じにくい」と本作をシューティングゲームのカテゴリに入れる事に難色を示した。
ファミリーコンピュータ版
ゲーム誌『ファミリーコンピュータMagazine』の1991年5月10日号特別付録「ファミコンロムカセット オールカタログ」では、発売当時に隠れキャラクターの存在が話題となった事に触れた他、「ほのぼのとした雰囲気のゲーム」と指摘した上で「内容が単調で飽きやすいのも事実だ」と否定的に評価した。